# 7z
7z is een bestandsformaat voor compressie. Het werd geïntroduceerd door het freeware-programma 7-Zip. De compressie wordt uitgevoerd aan de hand van het LZMA-algoritme. Sommige (maar lang niet alle) programma's kunnen ook met dit formaat overweg. Het wordt gezien als de opvolger voor bestandsformaten ZIP en RAR, omdat 7z een grotere compressieverhouding biedt. Dit zorgt voor een kleinere bestandsgrootte, maar het zorgt er ook voor dat uit- en inpakken van bestanden in het 7z-formaat langer duurt.

## Eigenschappen
De belangrijkste eigenschappen van het 7z-formaat zijn:
- Open architectuur
- Grote compressieverhouding
- Sterke AES-256-encryptie
- Mogelijkheid tot gebruik van elke compressie, conversie of encryptiemethode
- Ondersteunt bestanden in grootte tot 16 000 000 000 GB
- Unicode bestandsnamen
- Compacte compressie
- Compressie van archieftitels

## Compressiemethoden
De volgende methodes zijn momenteel geïntegreerd in 7z:
- LZMA: verbeterde en geoptimaliseerde versie van het LZ77-algoritme

8PPMD Dmitry Shkarins PPMdH met kleine aanpassingen 
- BCJ Converter voor 32 bit-x86-programma's
- BCJ2 Converter voor 32 bit-x86-programma's
- BZip2 Standaard BWT-algoritme
- Deflate Standaard LZ77-gebaseerd algoritme

### LZMA
LZMA is de standaard compressiemethode voor het 7z-formaat. De belangrijkste eigenschappen van de LZMA-methode:
- Grote compressieverhouding
- Variabele woordenboekgrootte (tot 4 GB)
- Compressiesnelheid: ongeveer 1 MB/s op een 2 GHz CPU
- Decompressiesnelheid: ongeveer 10-20 MB/s op een 2 GHz CPU
- Minimale geheugenbelasting voor decompressie (afhankelijk van de woordenboekgrootte)
- Geringe codegrootte voor decompressie: ongeveer 5 kB
- Ondersteunt multithreading en P4-hyperthreading
- Het LZMA-compressiealgoritme is geschikt voor geïntegreerde programma's. LZMA is uitgebracht volgens de voorwaarden van de LGPL. LZMA is tevens verkrijgbaar met een eigendomlicentie voor hen die de GNU LGPL niet in hun code kunnen gebruiken.

## Encryptie
7-Zip ondersteunt tevens encryptie met het AES-256-algoritme. Dit algoritme gebruikt een versleutelcode met een lengte van 256 bits. Om die code te kunnen maken gebruikt 7-Zip een functie die is gebaseerd op het SHA-256-versleutelalgoritme. Een afgeleide versleutelfunctie geeft een sleutel afgeleid van een wachtwoord gedefinieerd door de gebruiker. Voor goed en volledig zoeken naar wachtwoorden gebruikt 7-Zip een groot aantal herhalingen om een versleutelcode uit tekstwachtwoorden te maken.

## Ondersteuning
Programma's die het 7z-archiefformaat ondersteunen zijn onder meer 7-Zip, WinRAR, PowerArchiver, TUGZip, IZArc en PeaZip.
7z · ACE · ADPCM · ARJ · Bzip2 · CAB · Deflate · DMG · DPCM · gzip · JAR · PCM · RAR · tar · ZIP